# Consell comunal de Bascharage
El consell comunal de Bascharage (francès: Conseil communal de Bascharage) és el consell local de la comuna de Bascharage, al sud-oest de Luxemburg.
És constituït per tretze membres, elegits cada sis anys per representació proporcional. Les darreres eleccions foren el 9 d'octubre de 2005, resultant un empat entre el Partit Popular Social Cristià (CSV) i el Partit Socialista dels Treballadors (LSAP). Al collège échevinal, el CSV, forema una coalició amb Els Verds i liderat per l'alcalde del mateix Jeannot Halsdorf del partit CSV.
| Partit                                                           | Partit                                     | Escons | Consellers                                                                       |
| ---------------------------------------------------------------- | ------------------------------------------ | ------ | -------------------------------------------------------------------------------- |
|                                                                  | Partit Popular Social Cristià (CSV)        | 5      | Jean-Marie Bruch, Jeannot Halsdorf, Frank Pirrotte, Richard Sturm, Michel Wolter |
|                                                                  | Partit Socialista dels Treballadors (LSAP) | 5      | Yves Cruchten, Lucien Fusulier, Eric Sassel, Jos Thill, John Weisgerber          |
|                                                                  | Els Verds                                  | 1      | Sylvie Gerten-Muller                                                             |
|                                                                  | Partit Democràtic (PD)                     | 1      | Léon Lentz                                                                       |
|                                                                  | Biirger-Interessen Gemeng Kaerjheng (BIGK) | 1      | Joseph Hames                                                                     |
| Font:Commune of Bascharage Arxivat 2018-05-15 a Wayback Machine. |                                            |        |                                                                                  |